# Tigist Getent Mekonen
Tigist Getent Mekonen (arabisch تيجيست جيتينت; * 7. Juli 1997 in Dembecha) ist eine bahrainische Hindernisläuferin äthiopischer Herkunft, die seit 2015 für Bahrain startberechtigt ist.

## Sportliche Laufbahn
Erste internationale Erfahrungen sammelte Tigist Getent Mekonen bei den Arabischen Meisterschaften 2015 in Manama, bei denen sie in 9:42,01 min die Silbermedaille hinter ihrer Landsfrau Ruth Jebet gewann. Im Oktober nahm sie an den Militärweltspielen im südkoreanischen Mungyeong teil und gewann dort in 9:41,46 min die Bronzemedaille. Im Jahr darauf siegte sie bei den Arabischen Juniorenmeisterschaften in Tlemcen in 10:02,68 min und gewann bei den U20-Weltmeisterschaften in Bydgoszcz in 9:34,08 min die Silbermedaille hinter der Kenianerin Celliphine Chepteek Chespol. Sie qualifizierte sich auch für die Olympischen Spiele in Rio de Janeiro, bei denen sie aber mit 9:49,92 min in der Vorrunde ausschied. 2017 gewann sie bei den Islamic Solidarity Games in Baku die Bronzemedaille und qualifizierte sich für die Weltmeisterschaften in London, bei denen sie mit 9:55,42 min im Vorlauf ausschied. 2018 war sie für die Asienspielen in Jakarta gemeldet, trat dort aber kurzfristig nicht an. Im Jahr darauf gewann sie bei den Arabischen Meisterschaften in Kairo in 10:27,84 min die Bronzemedaille hinter ihrer Landsfrau Winfred Mutile Yavi und Ikram Ouaaziz aus Marokko und anschließend gewann sie bei den Asienmeisterschaften in Doha in 9:53,96 min die Bronzemedaille hinter Landsfrau Yavi und der Chinesin Xu Shuangshuang. 2022 gewann sie bei den Islamic Solidarity Games in Konya in 9:50,14 min die Silbermedaille hinter Yavi. Im Jahr darauf gewann sie bei den Westasienmeisterschaften in Doha in 2:08,40 min die Silbermedaille über 800 Meter hinter ihrer Landsfrau Marta Yota und auch über 1500 Meter gewann sie in 4:26,45 min die Silbermedaille hinter Yota. Im Juli belegte sie bei den Panarabischen Spielen in Algier in 10:08,82 min den vierten Platz über 3000 m Hindernis und wurde im Oktober bei den Asienspielen in Hangzhou mit 9:43,71 min Vierte. Zudem belegte sie über 5000 Meter in 15:36,58 min den sechsten Platz über 5000 Meter.
2014 wurde Mekonen Äthiopische Meisterin im Hindernislauf.

## Persönliche Bestleistungen
- 800 Meter: 2:08,40 min, 27. April 2023 in Doha
- 1500 Meter: 4:20,44 min, 18. Mai 2022 in Kuwait
- 3000 Meter: 9:30,27 min, 12. Juni 2013 in Nijmegen
- 5000 Meter: 15:36,58 min, 3. Oktober 2023 in Hangzhou
- 2000 m Hindernis: 6:14,34 min, 6. September 2015 in Berlin (U20-Asienrekord)
- 3000 m Hindernis: 9:20,65 min, 17. Juli 2015 in Monaco